# Blenio

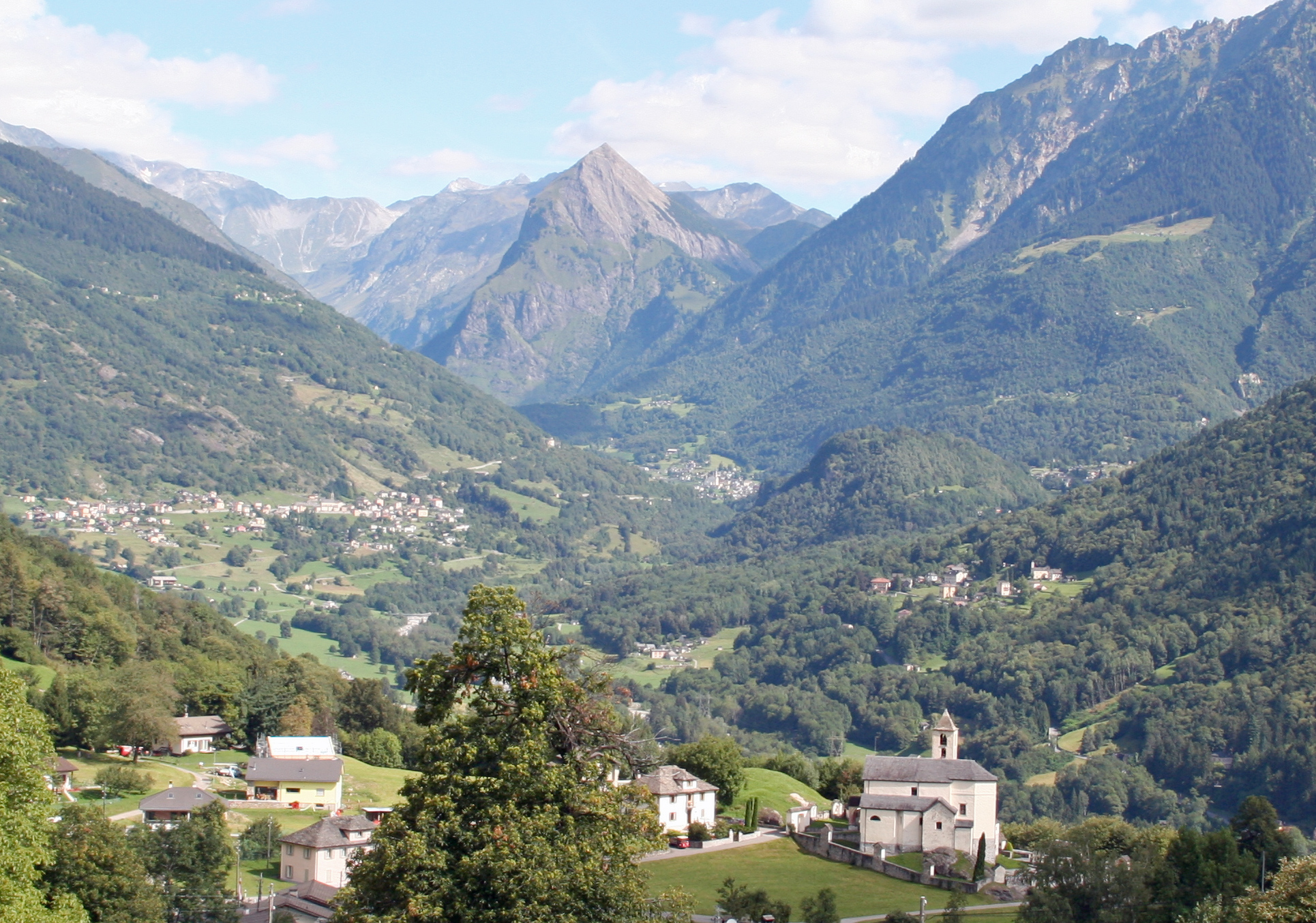
Valle di Blenio

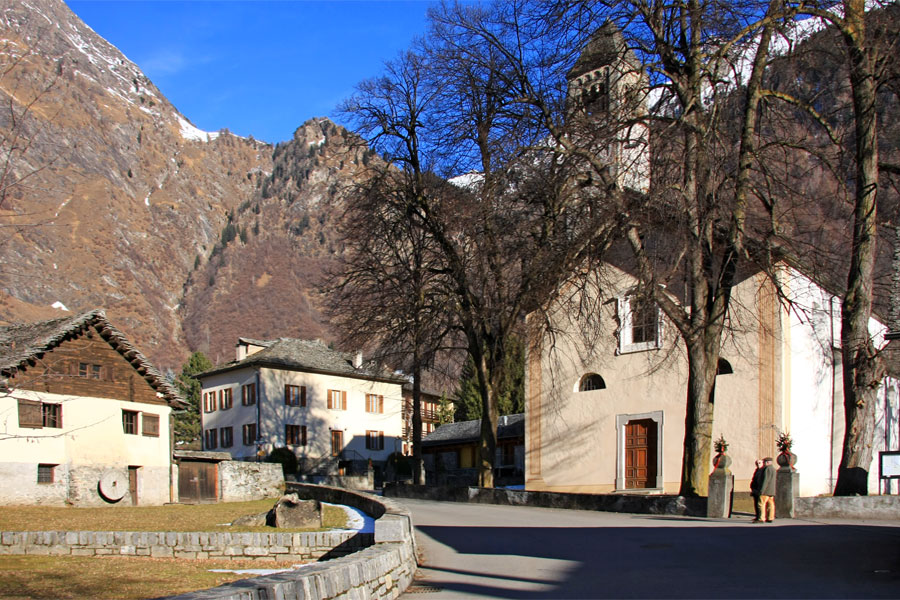
Kirche San Martino

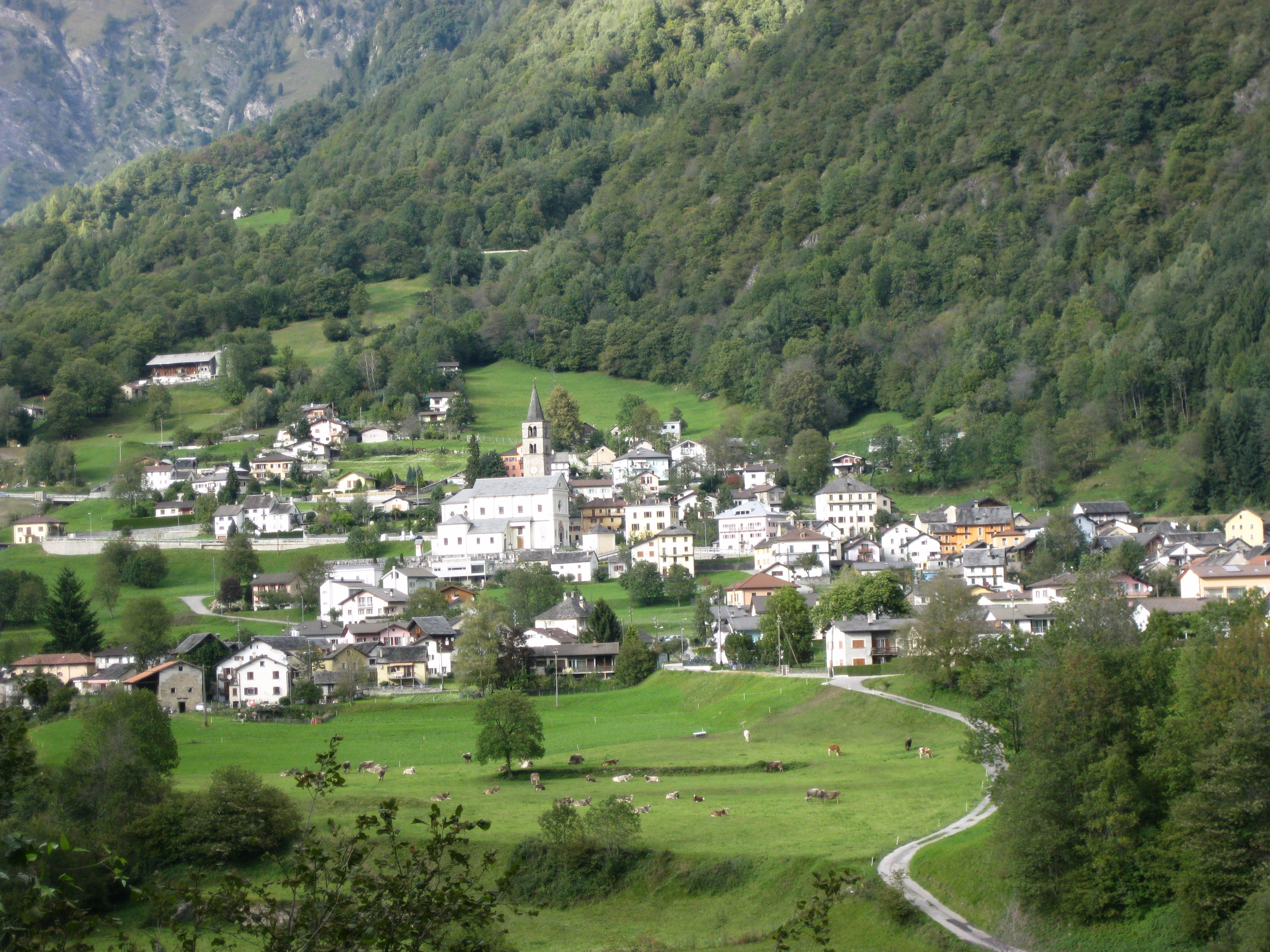
Ehemalige Gemeinde Aquila

Blenio ist der Name einer im Herbst 2006 entstandenen politischen Gemeinde im schweizerischen Kanton Tessin (Bezirk Blenio, Kreis Olivone). Sie besteht aus dem Gebiet der ehemaligen Gemeinden Aquila, Campo (Blenio), Ghirone, Olivone und Torre.

## Geographie
Das Gemeindegebiet umfasst das gesamte obere Bleniotal. In das am Greinapass als Val Camadra beginnende, vom Brenno in nord-südlicher Richtung durchflossene Haupttal münden bei Campo (Blenio) das Val di Campo und im Talkessel von Olivone das Valle Santa Maria, welches den Zugang zum Lukmanierpass vermittelt.
Nachbargemeinden sind Acquarossa, Serravalle, Faido und Quinto im Kanton Tessin sowie Medel (Lucmagn), Lumnezia, Vals und Rheinwald im Kanton Graubünden.

## Geschichte
Im Bleniotal wurden Gegenstände aus der Jungsteinzeit und 1852 mehr als 5000 römische Münzen mit den Bildnissen von Aurelian bis Konstantin dem Grossen gefunden. Das Tal dürfte von den Kelten und Rätern bewohnt gewesen sein. Durch Testament von 948 vermachte Bischof Atto von Vercelli die drei zu seinem Eigengut (Allod) gehörenden ambrosianischen Täler dem Mailänder Domkapitel und legte damit den Grund zu der geistlichen und weltlichen Herrschaft der Domherren über die Valle Leventina, Blenio und Riviera. Von 1440/1441 bis 1789 gehörte das Dorf Prugiasco politisch zur Leventina.
Die Eidgenossen bemächtigten sich erstmals 1479, erneut 1495 und endgültig am 28. Mai 1496 des Tals; am folgenden Tag leistete die Bevölkerung den Treueeid. Blenio wurde gemeinsam von Uri, Schwyz und Nidwalden verwaltet; 1501 wurde von diesen der erste Vogt mit Residenz in Lottigna eingesetzt. Unter der eidgenössischen Herrschaft ernannte die Versammlung der Talschaft den Statthalter des Vogts, den Milizhauptmann, den Pannerherrn, den Schatzmeister, den Kanzler und den Rat.
Die vom Tessiner Kantonsparlament am 25. Januar 2005 beschlossene Fusion der fünf obersten Gemeinden des Bezirks Blenio zur neuen Gemeinde Blenio sollte ursprünglich im Frühjahr 2006 vollzogen werden, doch eine Einsprache der Gemeinde Aquila führte zu einer Verzögerung. Nachdem das Bundesgericht am 18. April 2006 die Klage abgelehnt hatte, war der Weg zur Fusion frei, die zum 22. Oktober 2006 Rechtskraft erhielt. In Olivone, der grössten Fraktion, wurden zentrale Einrichtungen wie Gemeindekanzlei und Schule konzentriert; Standort der Bauverwaltung ist Aquila.
Kritiker bemängelten, es führe zu Missverständnissen, die neue Gemeinde mit dem Namen der Talschaft zu bezeichnen, obwohl sie nur deren obersten Abschnitt umfasst. Deshalb setzte der Gemeinderat am 22. Dezember 2006 zwei Kommissionen ein, die sich mit einer möglichen Umbenennung befassen sollten. Ende August 2007 fiel der Beschluss, den Namen Blenio beizubehalten.
Die Bevölkerung der Gemeinde Blenio stimmte in einer Volksabstimmung am 27. November 2016 mehrheitlich gegen die Einrichtung des Nationalparks Parc Adula.

Valle di Blenio. Historisches Luftbild von Werner Friedli (1954)

## Bevölkerung
| Bevölkerungsentwicklung | Bevölkerungsentwicklung | Bevölkerungsentwicklung | Bevölkerungsentwicklung | Bevölkerungsentwicklung | Bevölkerungsentwicklung |
| ----------------------- | ----------------------- | ----------------------- | ----------------------- | ----------------------- | ----------------------- |
| Jahr                    | 2006                    | 2010                    | 2015                    | 2020                    | 2023                    |
| Einwohner               | 1844                    | 1697                    | 1783                    | 1770                    | 1706                    |

## Veranstaltungen
- Ehemalige Accademia dei Facchini della Val di Blenio, gegründet 1560[10]

## Industrie
- Officine Idroelettriche di Blenio (OFIBLE)[11]
- Fabbrica di Cioccolato Cima Norma

## Kultur
- Blenio Turismo (Olivone)[12]
- Museo della Valle di Blenio[13]
- Patriziato Generale di Olivone, Campo e Largario[14]

## Persönlichkeiten
- Anselmo Lavizzari (* um 1205 in Nesso?; † nach 1242 ebenda?), Podestà von Blenio[15]
- Napo della Torre (Napoleone) (* um 1215 in Mailand; † 16. August 1278 im Schloss Baradello (heute Gemeinde Como)), Podestà von Blenio[16]
- Gabrio Lavizzari (* um 1265 in Nesso ?; † nach 1309 ebenda?), Podestà von Blenio[15]
- Santo Bentivoglio (* um 1410 in Bologna; † nach 1457 ebenda), mit der Talschaft belehnt von 1450 bis 1457[17]
- Johann Baptist Hedlinger (* 1653; † 27. Oktober 1711), Künstler, Bergwerksleiter im Bleniotal und Pfalzrat des Bischofs von Chur, Vater des Medailleurs Johann Karl Hedlinger[18][19][20]
- Jakob Anton Gamma (1694–1770), Landvogt des Blenio- (1758–1760) und des Maggiatals (1764–1766)[21][22]
- Carlo Andreazzi (* um 1700 in Dongio?; † nach 1749 ebenda), 1749 Statthalter des Landvogts von Blenio[23]
- Vincenzo Dalberti (* 20. Februar 1763 in Mailand; † 6. April 1849 in Olivone), Priester, Tessiner Grossrat und Staatsrat[24]
- Sebastiano Martinoli (1872–1938), Tessiner Grossrat und Staatsrat[25][26]
- Carlo Poglia (* 27. September 1793 in Bordeaux; † 24. September 1877 in Olivone), Politiker, Staatsrat[27]